# Masacre de Caiazzo
La masacre de Caiazzo fue una matanza cometida contra 22 civiles italianos en Caiazzo, Campania (Italia meridional), el 13 de octubre de 1943 en el marco de la Segunda Guerra Mundial. La masacre, llevada a cabo por miembros de la 3.ª División de granaderos Panzer, fue descrita como particularmente brutal debido a la naturaleza de los hechos, siendo el teniente Wolfgang Lehnigk-Emden, líder de la matanza, capturado poco después por las Fuerzas Aliadas. Pese a confesar su participación en el crimen, Lehnigk-Emden fue accidentalmente liberado y logró evadir a la justicia durante cuarenta años. En 1994, una corte italiana lo condenó junto con un suboficial de la división, Kurt Schuster, a cadena perpetua in absentia, si bien nunca fue extraditado de Alemania, aunque fue juzgado allí por el Bundesgerichtshof, el cual lo halló culpable pero procedió a ponerlo en libertad debido a que el crimen había prescrito, lo que provocó gran ofensa en Alemania e Italia.

## Masacre
El 13 de octubre de 1943, día en que Italia declaró la guerra a Alemania, la Wehrmacht se estaba retirando del área situada en torno al río Volturno. La 3.ª Compañía del 29.º Regimiento de granaderos Panzer había estado adoptando posiciones defensivas (parte de la Línea Volturno) en Monte Carmignano, encontrándose bajo amenaza debido al avance de los Aliados. Las unidades alemanas de la zona, quienes temían el ataque de los partisanos locales, reaccionaron con violencia, ejecutando a 33 civiles entre el 2 y el 13 de octubre, siendo la masacre de Caiazzo la ejecución más sangrienta de todas.
La tarde del 13 de octubre, Wolfgang Lehnigk-Emden percibió lo que parecían ser señales secretas de una gran granja cerca de la zona de avance de los Aliados. Lehnigk-Emden, quien no era particularmente respetado por sus soldados, entró en la granja con algunos de ellos y encontró a 22 campesinos de cuatro familias diferentes ocultos por temor a la lucha que se iba a desencadenar en cuanto se enfrentasen ambos bandos. Su comandante de compañía, Draschke, ordenó la ejecución de los cuatro cabezas de familia; la orden fue cumplida, procediéndose también a disparar mortalmente a tres mujeres que intentaron impedir la ejecución. Lehnigk-Emden confesó durante su cautiverio haber formado parte del comando que llevó a cabo la matanza, la cual fue calificada por los tribunales alemanes como homicidio involuntario. Tras estas muertes, Lehnigk-Emden y dos sargentos, uno de ellos Kurt Schuster, volvieron a la granja, donde aún permanecían ocultas 15 mujeres y niños; los tres arrojaron granadas de mano a través de una ventana y dispararon y bayonetearon a los supervivientes que trataron de escapar. Wilhelm May, un soldado alemán que no estuvo involucrado en la segunda parte de la matanza, testificaría posteriormente como testigo que las mujeres y los niños fueron brutalmente masacrados.

## Hechos posteriores

### Captura y huida
Lehnigk-Emden y los miembros de su compañía fueron capturados por las Fuerzas Aliadas el 4 de noviembre e inmediatamente interrogados sobre la matanza por el periodista Hans Habe. Durante una entrevista en un campo de prisioneros de guerra en Aversa, Italia, Lehnigk-Emden confesó haber participado en la primera parte de la masacre, negando estar involucrado en la segunda, mientras que en 1944, durante su estancia como prisionero en un campo especial para criminales de guerra en Argelia, Lehnigk-Emden no mostró ningún remordimiento por lo ocurrido, declarando a otro prisionero alemán que de haber sabido que acabaría siendo encarcelado por sus acciones, hubiese matado a más personas. Herido durante un intento de fuga, fue eventualmente trasladado a Europa en un barco hospital británico y exonerado posteriormente y por accidente en Gotinga de todos los cargos que se le imputaban.

### Vida posterior
En la Alemania de la posguerra, Lehnigk-Emden trabajó como arquitecto y vivió desde 1950 en Ochtendung, cerca de Coblenza, donde fue considerado un buen ciudadano así como una persona activa en el club local de carnaval, uniéndose al Partido Socialdemócrata de Alemania. Sumado a lo anterior, tanto él como su familia solían pasar periodos de vacaciones en el norte de Italia, si bien nunca hizo mención alguna a la masacre de Caiazzo. Después de los sucesivos juicios a los que fue sometido, Lehnigk-Emden siguió viviendo en Ochtendung, donde sus nietos se mostraron activos en eventos organizados junto con Caiazzo, ciudad hermana de Ochtendung.

### Búsqueda
Al momento de su puesta en libertad, las autoridades Aliadas estaban intentando localizar a Lehnigk-Emden, ya que se suponía que debía hacer acto de presencia en una investigación sobre la masacre. Sin embargo, las autoridades estaban buscando un nombre equivocado, Wolfgang Lemick, siendo este error cometido por un empleado del Ejército de los Estados Unidos.
En 1969, Simon Wiesenthal intentó encontrar a Lehnigk-Emden, para lo cual buscó información en la Oficina Central de las Administraciones de Justicia del Estado para la Investigación de Delitos Nacionalsocialistas en Luisburgo, si bien, al igual que en el caso precedente, se le proporcionó un nombre incorrecto, Lemick Emden, por lo que no pudo localizarlo. Por su parte, el fiscal del estado en Múnich también llevó a cabo una investigación, pero al igual que Wiesenthal, buscó un nombre equivocado.
En 1988, Giuseppe Agnone, residente de Caiazzo que había emigrado a los Estados Unidos, buscó documentos relevantes, actualmente desclasificados, en los Archivos Nacionales del país, logrando averiguar el nombre correcto de Lehnigk-Emden y trasladando esta información a la Interpol. Poco antes de su 70 cumpleaños, el 15 de octubre de 1992, Lehnigk-Emden fue arrestado en su domicilio por la policía alemana.

### Juicios

#### Italia
En 1946, los documentos relativos a la investigación sobre la matanza fueron entregados a las autoridades italianas, pero al igual que otros archivos de la época, fueron almacenados en el Palazzo Cesi-Gaddi, donde permanecerían olvidados hasta su redescubrimiento en 1994. En 1991, el Ministerio Público de Santa Maria Capua Vetere abrió una investigación aproximadamente en las mismas fechas en que las autoridades alemanas empezaron a indagar en el caso. El 25 de octubre de 1994, la corte de Santa Maria Capua Vetere sentenció a Schuster y a Lehnigk-Emden a cadena perpetua in absentia, si bien ninguno de ellos llegó a ser extraditado ni a cumplir condena.

#### Alemania
En 1993, Lehnigk-Emden fue juzgado en la corte estatal de Coblenza por el asesinato de quince civiles, clasificando el tribunal la muerte de los siete restantes como homicidio involuntario, si bien terminó retirando los cargos el 18 de enero de 1994 debido a que los crímenes habían prescrito, declinando la extradición de Lehnigk-Emden. El caso llegó al Bundesgerichtshof, el cual confirmó lo dispuesto por la corte de Coblenza y dejó a Lehnigk-Emden en libertad. Al mismo tiempo, el juez estableció que la matanza fue tan terrible que habría resultado en condena en un tribunal nazi. Pese a que Alemania había abolido las leyes de presripción en caso de asesinato en 1969, Lehnigk-Emden fue juzgado bajo leyes anteriores, lo que favoreció su caso.

## Conmemoración
La masacre permanece actualmente muy arraigada en la mentalidad de los habitantes de Caiazzo, siendo frecuente que se depositen flores en el lugar de la matanza y que los niños aprendan a una edad temprana lo ocurrido. Por su parte, Don Gerardo Fava, sacerdote de la localidad, declaró en 1993 que la comunidad no deseaba venganza, sino justicia.
En 1995, Lehnigk-Emden pidió perdón por sus acciones, culpando de los hechos a la situación de caos del momento y a su juventud e inexperiencia; esta disculpa no fue aceptada por Nicola Sorbo, alcalde de Caiazzo, quien abdujo que de estar verdaderamente arrepentido, hubiese vuelto a Italia para someterse a juicio. Ochtendung, la ciudad donde Lehnigk-Emden llevaba viviendo desde 1950, fue tachada de «pueblo nazi», si bien en 1995 llegó a un acuerdo para hermanarse con Caiazzo a sugerencia del municipio italiano. Sumado a lo anterior, en diciembre de 2017 la embajada alemana aprobó un fondo de €30 000 para la fundación de un museo conmemorativo de la masacre en Caiazzo.